# Kamień (powiat hajnowski)
Kamień – wieś w Polsce położona w województwie podlaskim, w powiecie hajnowskim, w gminie Czyże.
Wieś jest sołectwem w gminie Czyże.
| SIMC    | Nazwa           | Rodzaj  |
| ------- | --------------- | ------- |
| 0025980 | Bujakowszczyzna | kolonia |

Wieś królewska w leśnictwie  bielskim w ziemi bielskiej województwa podlaskiego w 1795 roku. W latach 1975–1998 miejscowość należała administracyjnie do województwa białostockiego.
Wieś w 2010 zamieszkiwało 59 osób, a w 2011 roku o jedną osobę mniej.

## Pochodzenie nazwy

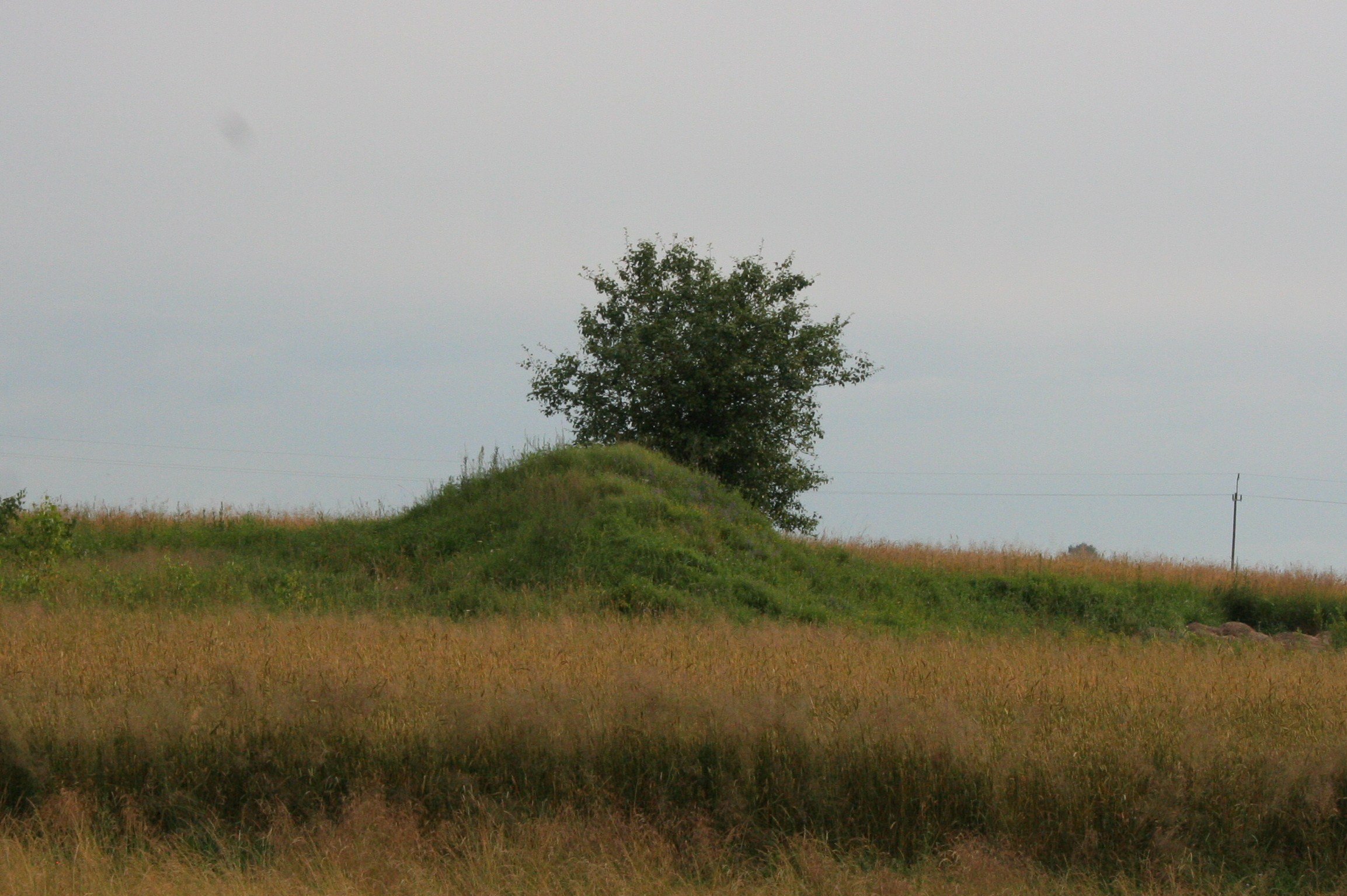
Kurhan

Nazwa pochodzi prawdopodobnie od jakiegoś wyróżniającego się kamienia, albo od kurhanu, położonego 100 metrów od drogi, prowadzącej z Tyniewicz do Trywieży. Kurhan datowany jest na XI lub XII wiek. Okoliczni mieszkańcy nazywają go „Kością Górką”.

## Historia

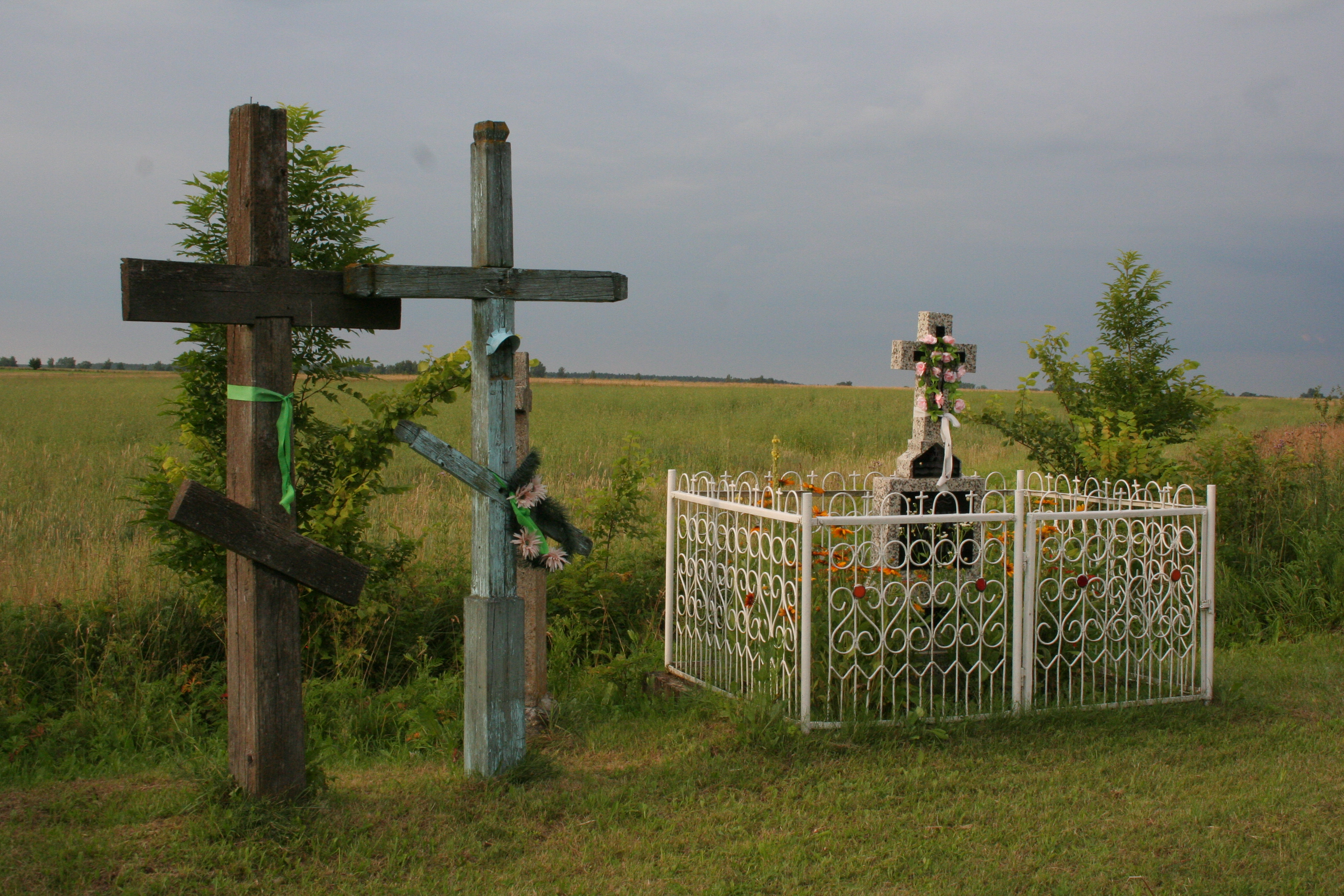
Krzyże przydrożne w Kamieniu

Pierwsza wzmianka o wsi pochodzi z drugiej połowy XVI wieku. W połowie XVII wieku, podczas potopu szwedzkiego, wieś ucierpiała w wyniku przemarszu wojsk koronnych i litewskich. Do roku 1662 wyludniła się całkowicie.
W końcu XVII i na początku XVIII wieku wieś była ciemiężona przez dzierżawców. Mieszkańcy dochodzili swych praw w sądach. Zachowały się dokumenty kilkunastu spraw sporów pomiędzy dzierżawcami a włościanami ze wsi Kamień. Jedna ze spraw toczyła się pomiędzy Wojciechem Zawadzkim, dzierżawcą, a włościanami. Wyrokiem z 22 sierpnia 1699 sąd przyznał rację włościanom. Dzierżawcy zarzucono: zmuszanie do odrabiania pańszczyzny przez 4 dni w tygodniu, bicie włościan, grabież zboża i dobytku. Sąd skazał dzierżawcę na cztery tygodni „kary wieży”, banicję oraz wypłacenie odpowiednich sum włościanom.
W 1861 roku mieszkańcy zostali uwłaszczeni.
Po II wojnie światowej niektórzy mieszkańcy wsi wyjechali do Białoruskiej Socjalistycznej Republiki Radzieckiej. W kwietniu 1947 oddział „Burego” zabił jednego mieszkańca wsi.
Według artykułu z 45 numeru tygodnika „Niwy” z roku 1962 życie we wsi staje się coraz lepsze, nie ma już chat krytych słomą, ale wciąż doskwiera brak światła elektrycznego. W 49 numerze tego samego roku ten sam korespondent donosi: „Nareszcie zaświeciło światło elektryczne w każdym domu”.

## Demografia
W 1880 roku wieś liczyła 17 domów, w których mieszkało 136 osób, w 1913 roku wieś liczyła 23 domy i 171 mieszkańców, w roku 2007 – 22 domy i 46 mieszkańców.
Według spisu ludności z 30 września 1921 roku w Kamieniu mieszkało 80 osób w 22 domach, 76 osób było narodowości białoruskiej, 4 narodowości polskiej.

## Religia
Mieszkańcy wsi są wyznania prawosławnego. W 1727 roku wieś należała do parafii w Klejnikach, natomiast od roku 1880 należy do parafii w Łosince. Wierni kościoła rzymskokatolickiego należą do parafii Wniebowzięcia Najświętszej Maryi Panny i św. Stanisława Biskupa i Męczennika w Narwi.
Według spisu ludności z 30 września 1921 roku 76 osób było wyznania prawosławnego, 4 było wyznania rzymskokatolickiego. Według stanu parafii z 31 grudnia 2007 roku, 46 parafian pochodziło z Kamienia.